# Războiul clonelor
Războiul Clonelor a fost un război în care Republica Galactică a luptat împotriva Confederației Sistemelor Independente, cunoscuți și ca Separatiștii. El a început în 22 ÎBY și s-a sfârsit în 19 ÎBY. Prima bătălie a fost Bătălia de pe Geonosis, unde a luptat aproape întregul Ordin Jedi alături de clone împotriva droizilor Separatiștilor. Ultima bătălie a avut loc pe Mustafar unde Palpatine l-a trimis pe ucenicul său, Darth Vader, să-i omoare pe cei din Consiliul Separatist.

## Conflict

### Început
Invazia orașului Naba de către Federația Comerțului a contribuit la alegerea senatorului Sheev Palpatine în funcția de cancelar suprem al Republicii Galactice.
Politicianul din opoziție, contele Dooku (un ucenic secret al lui Darth Sidious) a creat într-un scurt timp o alianță (Confederația Sistemelor Independente) formată din marile companii comerciale ale Republicii. Acestea au fost nemulțumite de noua taxă vamală adoptată de Senat. Principalii membri au fost Federația Comerțului și Clanul Bancar, care a oferit o bază financiară puternică. După crearea alianței, separatiștii au început să creeze o armată de roboți, la producția căreia lucrau zeci de fabrici din toate colțurile galaxiei, iar investițiile s-au făcut și în crearea unei flote spațiale.
Republica era conștientă de crearea unei noi forțe politice în Galaxie, dar a subestimat amenințarea, care era extrem de mare. După o sarcină neglijentă de a-l elimina pe senatorul Amidala, Jedi l-au depistat pe mercenarul Jango Fett, al cărui traseu i-a condus la Geonosis, un sistem în care se aflau mari fabrici de roboti și liderii corporațiilor separatiste s-au adunat pentru negocieri.
Datorită lui Obi-Wan Kenobi, Consiliul nu numai că l-a găsit pe Douka, dar a aflat și despre un proiect secret de a produce o armată de clone pe planeta Camino pentru nevoile Republicii, lansat în secret de fostul Maestru Suprem al Jedi, Sifo-Dyas. Maestrul Mace Windu a mers cu Jedi pe Geonosis și, cu ajutorul unei armate de clone aduse de maestrul Yoda, a provocat o înfrângere majoră separatiștilor.
În cele din urmă, cancelarul suprem Palpatine a primit puteri extraordinare pentru a conduce o nouă armată pentru a lupta împotriva separatiștilor, făcându-l împărat. Astfel, Republica Galactică a devenit Imperiul Galactic.

### Cursul evenimentelor
De fapt, conflictul a fost o manevră înșelătoare a lui Darth Sidious. În fruntea armatei de roboti ai Confederației Sistemelor Independente se afla generalul Grievous - iar contele Dooku a început să-i distrugă cu fidelitate și viclenie pe Jedi, care se aflau în fruntea armatei de clone.
Practic, luptele au avut loc la Frontiera Îndepărtată, unde bătăliile au avut loc cu un succes variabil. În față era o acalmie temporară. Republica a continuat să elibereze lumile, în timp ce Confederația a luat complet inițiativa inamicului și a început să acumuleze forțe pentru un contraatac puternic. În cele din urmă, războiul s-a mutat în sectorul Inelului Interior. Planul separatiștilor era să acapareze sistemul Coruscant, capitala Republicii. Robotii sub comanda generalului Grievous au finalizat sarcina și, pe drum, l-au capturat pe cancelarul Palpatine.

### Sfârșit
Darth Sidious, care și-a înscenat răpirea, le-a dat separatiștilor un atu puternic, dar Jedi au reușit să-l elibereze și să-l aducă înapoi în capitală. După această bătălie, inițiativa a trecut în mâinile Republicii, iar conducerea separatiștilor a îndeplinit cu supunere voința stăpânului său.
În timpul bătăliei de la Coruscant, Marea Armată a Republicii a continuat ofensiva cu succes, învingând trupele Confederației în mai multe sectoare ale frontului. Ordinul a aflat că Palpatine și Darth Sidious erau aceeași persoană. Dar a reușit să-l ademenească pe Anakin Skywalker de partea întunecată. Ordinul 66 a fost apoi emis, prin care se dispune distrugerea tuturor Jedi. O criză politică profundă, condițiile militare și loialitatea clonelor l-au ajutat pe Palpatine să reorganizeze Republica într-un Imperiu. Jedi au fost scoși în afara legii, iar conducerea separatistă a fost anihilată pe planeta vulcanică Mustafar. După aceea, armata de roboti a fost deconectată și războiul s-a terminat efectiv.
Din punct de vedere legal, războiul nu s-a încheiat, deoarece tratatul de pace nu a fost semnat – pur și simplu nu a existat nimeni care să-l semneze.